# Saison 8 de Stargate SG-1
Chronologie
Saison 7 Saison 9
Cet article présente le guide des épisodes de la huitième saison de la série télévisée Stargate SG-1 qui se déroule parallèlement à l'action de la Saison 1 de Stargate Atlantis.

## Distribution
- Richard Dean Anderson : Brigadier-Général Jack O'Neill
- Amanda Tapping : Lieutenant-Colonel Samantha Carter
- Christopher Judge : Teal'c
- Michael Shanks : Dr Daniel Jackson

### Invité
- Don S. Davis : Lieutenant-Général George Hammond (épisodes 12, 19 et 20)
- Torri Higginson : Dr Élizabeth Weir (épisodes 1 et 2)

## Épisodes

### Épisode 1:Mésalliance (1/2)
- États-Unis : 9 juillet 2004

- Torri Higginson (Docteur Elizabeth Weir)
- Gary Jones (Sergent Walter Harriman)
- Patrick Currie (Numéro 5)
- Vince  Crestejo (Yu-Huang Shang Ti)
- Kira Clavell (Amaterasu)
- Steve Bacic (Camulus)

- Cet épisode marque un changement physique chez Teal'c, qui apparaît désormais avec des cheveux.
- O'Neill n'apparaît pas dans cet épisode.
- Dans les épisodes 21 & 22 de la 7e saison ; la Cité perdue, c’est l’actrice Jessica Steen qui tient le rôle du Dr Elizabeth Weir. Elle est remplacée à partir de cet épisode par l’actrice Torri Higginson

### Épisode 2:Mésalliance (2/2)
- États-Unis : 9 juillet 2004

- Torri Higginson (Docteur Elizabeth Weir)
- David DeLuise (Pete Shanahan)
- Gary Jones (Sergent Walter Harriman)
- Patrick Currie (Numéro 5)
- Vince  Crestejo (Yu-Huang Shang Ti)
- Kira Clavell (Amaterasu)
- Steve Bacic (Camulus)

### Épisode 3:Quarantaine
- États-Unis : 23 juillet 2004

- Gavin Hood (Colonel Alexei Vaselov/Anubis)

### Épisode 4:Heure H
- États-Unis : 30 juillet 2004

- David Kaufman (Mark Gilmour)
- Cliff Simon (Ba'al)
- Bill Dow (Bill Lee)
- Eric Breker (Colonel Albert Reynolds)
- Steve Bacic (Camulus)
- Gary Jones (Sergent Walter Harriman)
- Colin Cunningham (Major Paul Davis)

### Épisode 5:Le Feu aux poudres
- États-Unis : 6 août 2004

- Amy Sloan (Leda Kane)
- Timothy Webber (Commandeur Gareth)
- Matthew Bennett (Jared Kane)
- James Kidnie (Soren)
- Gary Jones (Sergent Walter Harriman)

### Épisode 6:Avatar
- États-Unis : 13 août 2004

- Bill Dow (Dr Bill Lee)
- Andrew Airlie (Dr Ian Carmichael)
- Gary Jones (Sergent Walter Harriman)

### Épisode 7:Monde cruel
- États-Unis : 20 août 2004

- Erica Durance (Krysta)
- David DeLuise (Pete Shanahan)
- Gary Jones (Sergent Walter Harriman)
- Derek Hamilton (Doug McNair)

### Épisode 8:Aux yeux du monde
- États-Unis : 27 août 2004

- Charles Shaughnessy (Alec Colson)
- Tom O'Brien (en) (Brian Vogler)
- Kendall Cross (Julia Donovan)

### Épisode 9:Discordes
- États-Unis : 10 septembre 2004

- Tony Amendola (Bra'tac)
- Jolene Blalock (Ishta)
- Neil Denis (Rya'c)
- Mercedes De La Zerda (Kar'yn)
- Royston Innes (Moloc)
- Gary Jones (Sergent Walter Harryman)

### Épisode 10:Sans pitié
- États-Unis : 17 septembre 2004

- Brandy Ledford (Zarin)
- Jonathan Holmes (Dr Hugh Bricksdale)
- Mark Gibbon (M'Zel)
- Rob Lee (Colonel Ben Pierce)
- Gary Jones (Sergent Walter Harryman)

### Épisode 11:Vulnérable
- États-Unis : 14 décembre 2004

- Patrick Currie (Numéro 5)
- Gary Jones (Sergent Walter Harriman)

### Épisode 12:En détresse
- Royaume-Uni : 21 décembre 2004
- États-Unis : 28 janvier 2005

- Don S. Davis (Lieutenant-Général Georges Hammond)
- Claudia Black (Vala Mal Doran)
- Ellie Harvie (Dr Lindsay Novak)
- Gary Jones (Sergent Walter Harriman)
- Eric Breker (Colonel Albert Reynolds)

- En parallèle a débuté la série Stargate Atlantis et les membres de l'expédition ne disposent pas encore d'Extracteur du potentiel de point zéro (E2PZ) pour alimenter leur Porte des Étoiles.
- Lorsque Daniel Jackson se rend à la rencontre des deux aliens, il se présente à eux comme étant Han Solo.
- Cet épisode est le seul de toute la série où Christopher Judge (interprète de Teal'c) n'apparaît pas.

### Épisode 13:Une vieille connaissance
- Royaume-Uni : 4 janvier 2005
- États-Unis : 4 février 2005

Bill Gereghty
- Adaptation : Joseph Mallozzi et Paul Mullie

- Wayne Brady (Trelar, Primat d'Arès)
- Tom McBeath (Harry Maybourne)
- Nancy Sorel (Garan)

### Épisode 14:Alerte maximum
- Royaume-Uni : 11 janvier 2005
- États-Unis : 11 février 2005

- Francoise Robertson (Capitaine Daria Voronkova)
- Garry Chalk (Colonel Chekov)
- Gary Jones (Sergent Walter Harriman)
- Ronny Cox (Robert Kinsey)
- Mike Dopud (Colonel Ruslan Chernovshev)

### Épisode 15:Rien à perdre
- Royaume-Uni : 18 janvier 2005
- États-Unis : 18 février 2005

- Dan Castellaneta (Joe Spencer)
- Deborah Theaker (Charlene Spencer)
- Eric Keenleyside (Fred)
- Alex Ferris (Andy Spencer jeune)

### Épisode 16:La Dernière Chance (1/2)
- Royaume-Uni : 25 janvier 2005
- États-Unis : 25 février 2005

- Tony Amendola (Bra'tac)
- Carmen Argenziano (Général Jacob Carter/Selmak)
- Cliff Simon (Ba'al)
- Gary Jones (Sergent Walter Harryman)
- Vince  Crestejo (Yu-Huang Shang Ti)
- Samantha Banton (Selkhet)
- Mel Harris (Oma Dessala)
- Isaac Hayes (Tolok)

### Épisode 17:La Dernière Chance (2/2)
- Royaume-Uni : 1er février 2005
- États-Unis : 4 mars 2005

- Tony Amendola (Bra'tac
- Carmen Argenziano (Général Jacob Carter/Selmak)
- Cliff Simon (Ba'al)
- Eric Breker (Colonel Albert Reynolds)
- Gary Jones (Sergent Walter Harryman)
- Isaac Hayes (Tolok)

### Épisode 18:Pour la vie
- Royaume-Uni : 8 février 2005
- États-Unis : 11 mars 2005

- Carmen Argenziano (Général Jacob Carter/Selmak)
- Tony Amendola (Bra'tac)
- David DeLuise (Pete Shanahan)
- Clare Carey (Agent Kerry Johnson)
- Gary Jones (Sergent Walter Harriman)
- Mel Harris (Oma Desala)
- George Dzundza (Jim/Anubis sur le plan des Anciens)
- Rik Kiviaho (Anubis sous forme mortelle)

### Épisode 19:Retour vers le futur (1/2)
- Royaume-Uni : 15 février 2005
- États-Unis : 18 mars 2005

Peter DeLuise
- Adaptation : Joseph Mallozzi et Paul Mullie

- David Hewlett (Dr McKay)
- Don S. Davis (Général Georges Hammond)
- Robert Wisden (Major Bert Samuels)
- Colin Cunningham (Major Paul Davis)
- David Lewis (Dr Cameron Balinsky)
- James Purcell (Dr Hersfield)
- Alessandro Juliani (Katep)

### Épisode 20:Retour vers le futur (2/2)
- Royaume-Uni : 22 février 2005
- États-Unis : 26 mars 2005

Peter DeLuise
- Adaptation : Joseph Mallozzi et Paul Mullie

- David Hewlett (Dr McKay)
- Don S. Davis (Général Georges Hammond)
- Peter Williams (Apophis)
- Alessandro Juliani (Katep)
- Jay Acovone (Major Charles Kawalsky)